# Mohamed Al-Bouhairi
Mohamed Al-Bouhairi (arab. ‏محمد البحيري‎, ur. 4 kwietnia 1952) – saudyjski sportowiec.
Brał udział w trójskoku na Letnich Igrzyskach Olimpijskich 1976.